# Cassam Uteem
Cassam Uteem (ur. 22 marca 1941 w Port Louis) – maurytyjski polityk
Drugi prezydent Mauritiusa, od 30 czerwca 1992 do 15 lutego 2002. Jest członkiem Klubu Madryckiego. Był kandydatem na stanowisko Przewodniczącego Komisji Unii Afrykańskiej na początku 2008 roku, ale przegrał wybory.